# ガリカニスム
ガリカニスム（仏: Gallicanisme）とは、フランスの世俗事柄に関しては国王の権力が教会に優先するという考え方のもとで、ヨーロッパ的規模の組織の一部を構成するフランス国内の教会を、教皇の干渉を排除して君主の統制下におこうとする国家教会の動きのこと。教皇庁と一線を画したフランス教会独自の主張である。これには、聖職者たちの目を、ローマ教皇を頂点とするヨーロッパ的規模の教会組織からフランスへと向けさせる効果があった。日本語では、ガリア主義、国家教会体制、フランス国民教会主義、フランス国民教会主義などと訳される。語源は「ガリア」。対立概念はユルトラモンタニスム。

## 歴史
ガリカニスムの出発点には諸説ある。アレクサンデル4世が1257年に出した公開勅書「クアシ・リグヌム・ウィクエ」による教皇職の支援に対する大学側の憤慨、1398年に開かれた会議で教皇の権限を純粋な信仰上の至上権のみに認めたこと、1303年のアナーニ事件で、国王と反教皇的な聖職者や知識人とが結び付いたこと、などである。
このころ、教会大分裂による混乱で教皇権が衰退していくのに対し、国王はイングランドとの戦争が長期化するにつれて教会に対する支配を強めていた。また、当時教会内には、教会の諸権利を行使するのは教皇ではなく「信徒の全体」であるとするパドヴァのマルシリウスなどの主張が広まっていた。これらの事情により、ガリカニスムは広まっていった。15世紀のフランス国内は、フランス教会の自由を標榜するアルマニャック派と教皇座に与するブルゴーニュ派に分裂していた。しかしアルマニャック派に支持されたシャルル7世が王位に就くことによって、国民教会への傾向が確実となった。
しかし、これによって教皇の権威がすべて失われたわけではない。シャルル7世は教皇エウゲニウス4世の廃位を認めるまでには至らなかったし、ルイ11世は「ブールジュの国事詔勅」を協調的な政教条約に変えようと試みている。このように、一定して国民教会が優勢だったわけではない。しかも、ブルターニュやブルゴーニュでは、その後もローマ教会との密接な関係が続いていた。それ以外の地域では、国民教会への傾向が、次第に、しかも着実に定着していったといえる。特に法学者やパリ高等法院はこの考え方を支持し、1516年にフランソワ1世が教会と結んだボローニャの政教協約では国王にフランス国内の高位聖職者の指名権を与えた。また1790年の聖職者公民憲章により、司教数は減らされ、司教や司祭は人民が選ぶことになり、聖職者は教皇ではなくフランス憲法に忠誠を誓わされることになったなど、事実上フランスのローマ教皇権は撤廃された。これらの出来事は、ガリカニスムを象徴している。
しかし、19世紀のフランス教会内では17世紀ごろに台頭してきたユルトラモンタニスム（ウルトラモンタニズム）とガリカニスムが対立することになる。17世紀ごろから三部会の第一身分と第三身分はそれぞれユルトラモンタニスムとガリカニスムを主張して対立していたが、1869年の第1バチカン公会議では、両者が教皇の役割について対決し決着がついた。ユルトラモンタニスムは教皇が至上の宗教権力だと主張し、ガリカニスムは世界的協議会に教会における至上権がある、と主張した。この争いを制したのはユルトラモンタニスムで、教皇権が確立された。しかしそれ以降は政治的問題が発生し、神学問題についての議論が行われることはなかった。
その後、1905年に成立した政教分離法によって衰退していった。